# العلاقات الفلبينية الليبية
العلاقات الفلبينية الليبية هي العلاقات الثنائية التي تجمع بين الفلبين وليبيا.

## مقارنة بين البلدين
هذه مقارنة عامة ومرجعية للدولتين:
| وجه المقارنة                                              | الفلبين                       | ليبيا                                       |
| --------------------------------------------------------- | ----------------------------- | ------------------------------------------- |
| المساحة (كم2)                                             | 343.45 ألف                    | 1.76 مليون                                  |
| عدد السكان (نسمة)                                         | 104.92 مليون                  | 6.37 مليون                                  |
| الكثافة السكانية (ن./كم²)                                 | 305.49                        | 3.62                                        |
| العاصمة                                                   | مانيلا                        | طرابلس                                      |
| اللغة الرسمية                                             | اللغة الفلبينية، لغة إنجليزية | اللغة العربية، اللغة العربية الفصحى الحديثة |
| العملة                                                    | بيسو فلبيني                   | دينار ليبي                                  |
| الناتج المحلي الإجمالي (بليون دولار)                      | 313.60 مليار                  | 50.98 مليار                                 |
| الناتج المحلي الإجمالي (تعادل القوة الشرائية) بليون دولار | 743.90 مليار                  | 69.32 مليار                                 |
| الناتج المحلي الإجمالي الاسمي للفرد دولار أمريكي          | 2.90 ألف                      |                                             |
| الناتج المحلي الإجمالي للفرد دولار أمريكي                 | 7.39 ألف                      | 15.60 ألف                                   |
| مؤشر التنمية البشرية                                      | 0.668                         | 0.724                                       |
| رمز المكالمات الدولي                                      | +63                           | +218                                        |
| رمز الإنترنت                                              | .ph                           | .ly                                         |
| المنطقة الزمنية                                           | توقيت الفلبين                 | ت ع م+02:00، توقيت شرق أوروبا               |

## منظمات دولية مشتركة
يشترك البلدان في عضوية مجموعة من المنظمات الدولية، منها:
| علم المنظمة | اسم المنظمة                        | تاريخ انضمام الفلبين | تاريخ انضمام ليبيا |
| ----------- | ---------------------------------- | -------------------- | ------------------ |
|             | مؤسسة التنمية الدولية              | 28 أكتوبر 1960       | 1 أغسطس 1961       |
|             | يونسكو                             | 21 نوفمبر 1946       | 27 يونيو 1953      |
|             | وكالة ضمان الاستثمار متعدد الأطراف | 8 فبراير 1994        | 5 أبريل 1993       |
|             | الأمم المتحدة                      | 24 أكتوبر 1945       | 14 ديسمبر 1955     |
|             | الاتحاد البريدي العالمي            | ?                    | ?                  |
|             | البنك الدولي للإنشاء والتعمير      | 27 ديسمبر 1945       | 17 سبتمبر 1958     |
|             | الاتحاد الدولي للاتصالات           | 25 مايو 1912         | 3 فبراير 1953      |
|             | منظمة حظر الأسلحة الكيميائية       | ?                    | ?                  |
|             | مؤسسة التمويل الدولية              | 12 أغسطس 1957        | 18 سبتمبر 1958     |
|             | منظمة الشرطة الجنائية الدولية      | ?                    | ?                  |

## وصلات خارجية
- موقع وزارة الخارجية الفلبينية
- موقع وزارة الخارجية الليبية